# Григорьев, Александр Николаевич (депутат)
Алекса́ндр Никола́евич Григо́рьев (23 августа 1946, село Волок, Новгородская область — 5 декабря 2014, Великий Новгород) — председатель исполнительного комитета Новгородского городского Совета народных депутатов (1985—1988).

## Биография
Окончил Боровичский автодорожный техникум, в 1968 г. — Ленинградский заочный политехнический институт по специальности «инженер-механик автомобильного транспорта».
В 1968—1979 гг. работал в грузовом автотранспортном предприятии № 1 (Новгород): инженер по технике безопасности, начальник отдела эксплуатации, начальник колонны, заместитель начальника предприятия, начальник предприятия.
В 1979—1985 гг. — в Новгородском областном комитете КПСС: инструктор, затем заместитель заведующего отделом.
В 1985—1988 гг. — председатель исполнительного комитета Новгородского городского Совета народных депутатов. В сентябре 1987 года подписал официальный договор о побратимских отношениях между Новгородом и Билефельдом. Впервые в Новгороде были проведены праздник Славянской письменности и культуры, марш Мира. За этот период были подготовлены и в 1988 году впервые в проведены выборы по демократическому принципу (явка избирателей составила 78 %).
С 1988 по 2005 год работал в Управлении автомобильных дорог Новгородской области.
Похоронен на Западном кладбище.